# Сопранси, Луи Шарль Бартелеми
Луи Шарль Бартелеми Сопранси (фр. Louis Charles Barthélémy Sopransi; 1783—1814) — французский военный деятель, бригадный генерал (1813 год), барон (1810 год), участник революционных и наполеоновских войн.

## Биография
Родился в семье Джованни Сопранси и Жозефины Каркано-Висконти, графини Империи, которая была любовницей маршала Бертье.
Начал службу добровольцем в ноябре 1798 года в 12-м гусарском полку. Был ранен при Маренго, и прямо на поле боя произведён Первым консулом в младшие лейтенанты.
1 октября 1803 года присоединился к 1-му драгунскому полку в звании лейтенанта. 1 мая 1805 года стал старшим адъютантом в полку. Участвовал в Австрийской кампании 1805 года, и 2 декабря 1805 года отличился в сражении при Аустерлице, где лично захватил в плен генерала Вимпфена.
6 февраля 1806 года назначен командиром роты 4-го кирасирского полка. Принимал участие в Прусской и Польской кампаниях. Был ранен при Йене. 1 апреля 1807 года стал адъютантом маршала Бертье. 20 августа 1808 года возглавил эскадрон 1-го драгунского полка. Воевал в Испании. 13 января 1809 года отличился при Уклесе, где захватил 6 знамён неприятеля.
Весной 1809 года присоединился к Армии Германии, и вновь выполнял функции адъютанта Бертье. 17 февраля 1811 года произведён в полковники, и назначен командиром 21-го конно-егерского полка, однако уже 13 июня сменил егерей на драгун, и встал во главе 7-го драгунского. Участвовал в Русской кампании, был ранен при Бородино.
В ходе Саксонской кампании 1813 года отличился при Дрездене. 13 октября 1813 года произведён в бригадные генералы,  и возглавил 1-ю бригаду 1-й дивизии тяжёлой кавалерии. Был ранен при Лейпциге. 5 февраля 1814 года командующий кавалерийского депо в Версале. Затем назначен командиром 2-й бригады 2-й дивизии тяжёлой кавалерии.
Умер 27 мая 1814 года в Париже от последствий ранения, полученного в «Битве народов».

## Воинские звания
- Младший лейтенант (14 июня 1800 года);
- Лейтенант (1 октября 1803 года);
- Капитан (6 февраля 1806 года);
- Командир эскадрона (20 августа 1808 года);
- Полковник (17 февраля 1811 года);
- Бригадный генерал (13 октября 1813 года).

## Титулы
- Барон Сопранси и Империи (фр. baron Sopransi et de l'Empire; декрет от 15 августа 1809 года, патент подтверждён 6 октября 1810 года)[1].

## Награды
Легионер ордена Почётного легиона (5 июня 1805 года)
 Офицер ордена Почётного легиона (11 октября 1812 года)
 Кавалер ордена Железной короны (25 апреля 1809 года)